# Adrienne Ranc-Sakakini
Adrienne Ranc-Sakakini (Marsella, 4 de mayo de 1916 – Annot, 22 de junio de 2014) fue una contable francesa, miembro activa de la Resistencia francesa durante la Segunda Guerra Mundial de 1940 a 1944.

## Trayectoria
Nacida Adrienne Ranc, pasó su infancia en el barrio de Vauban en Marsella, la segunda ciudad más grande de Francia. Cuando comenzó la Segunda Guerra Mundial, Ranc trabajaba en el departamento de contabilidad de una empresa de transporte internacional, donde tenía fácil acceso a información de exportación de materias primas destinadas a ser enviadas a la Alemania nazi.
En agosto de 1940, Ranc se unió a uno de los primeros grupos de resistencia en la ciudad, la red de inteligencia franco-inglesa-polaca llamada F2, creada sólo un mes antes por el gobierno polaco, en el exilio en Londres. La red F2 estaba activa en toda Francia y la unidad de Ranc vigilaba el puerto marítimo de Marsella, estaba encargada de informar de los movimientos de barcos enemigos, arsenales y miembros de los cuerpos diplomáticos.

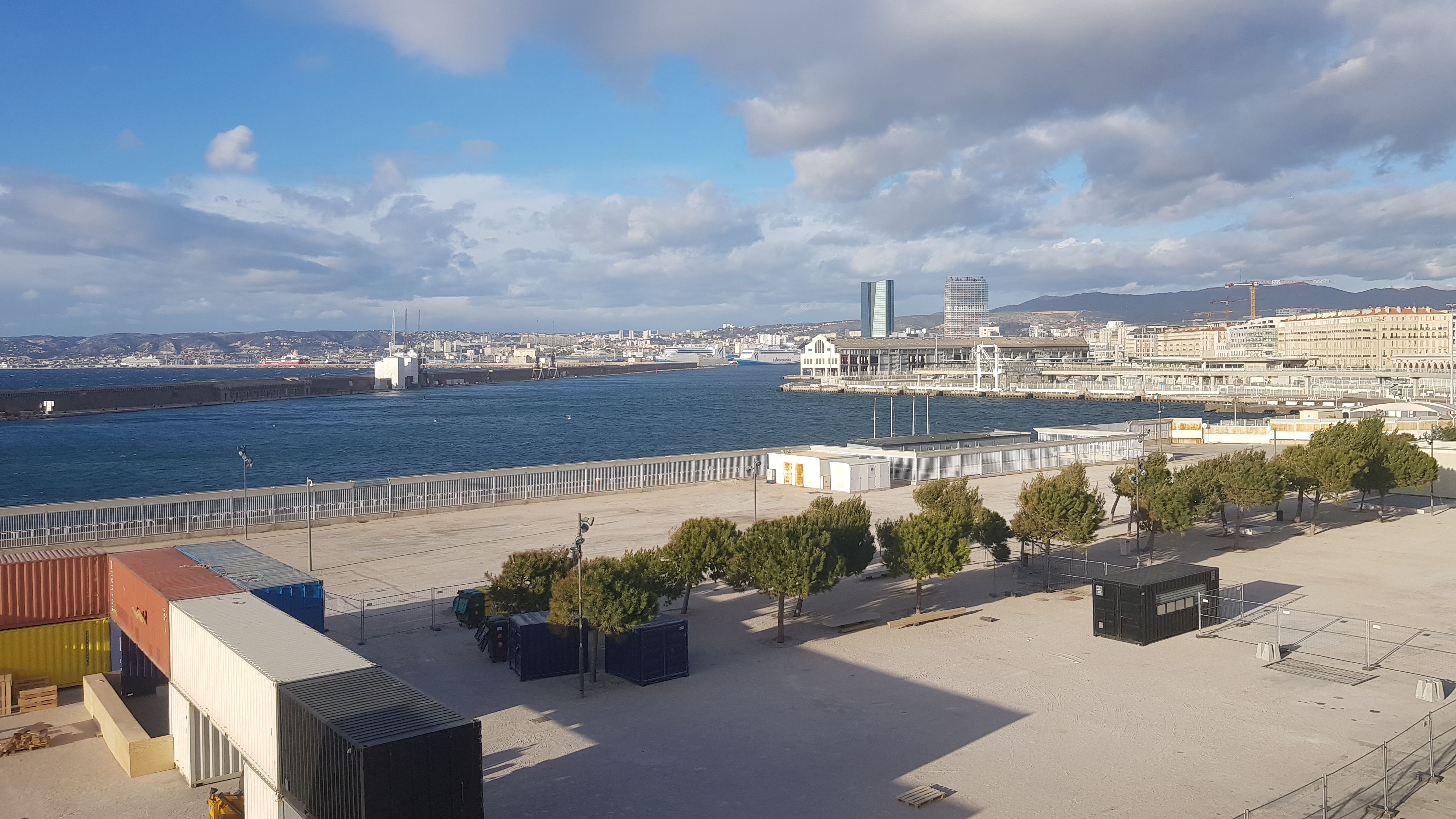
Vista del puerto de Marsella.

Utilizando sus contactos de la red F2, Ranc envió cientos de transmisiones codificadas a las fuerzas de la Francia Libre durante dos años, pero en 1942 fue expuesta y arrestada por la policía del gobierno francés de Vichy, aliado de la Alemania nazi. Fue torturada en el Fuerte Saint-Nicolas situado en la zona portuaria de Marsella, y luego estuvo encarcelada en la prisión de mujeres de Presentines, cercana a la ciudad. Posteriormente fue trasladada a la prisión de Saint-Joseph en Lyon, Francia. Salió de la cárcel en 1943 «gracias al pago de una fianza» y volvió a establecer vínculos con miembros de la resistencia, llamados los Maquis. En 1944, participó activamente en las batallas de las Fuerzas Aliadas para liberar Marsella de la ocupación nazi.
Fue altamente condecorada por su valentía durante la guerra. Durante estas batallas, conoció a su futuro marido, Fernand Sakakini (1917 – 1991), compañero de la Resistencia, con quien tuvo cuatro hijos.
Conocida como Adrienne Ranc-Sakakini, se unió a la Agrupación del Pueblo Francés, un partido político creado por Charles de Gaulle, futuro presidente de Francia, en 1947, y se convirtió en miembro de su comité organizador en la parte del sur de Francia que incluye la ciudad de Marsella.
Murió el 22 de junio de 2014 en Annot, Francia, en un accidente automovilístico a los 98 años. Fue enterrada en el cementerio de Saint-Pierre en Marsella.

## Reconocimientos
Ranc-Sakakini fue condecorada por su labor durante la Segunda Guerra Mundial con la cruz de oficial de la Legión de Honor, con una estrella de plata de la Croix de guerre 1939-1945, la cruz del Combattant Volontaire 39-45, cruz del Combattant Volontaire de la Résistance, la cruz de Combattant, la medalla de los Prisioneros, la medalla conmemorativa de la guerra del 39-45, la Orden Polonia Restituta, la insignia con la Cruz de Lorena; cruz del Combatiente Europeo y la medalla del gran premio humanitario francés (medalla asociada a la acción filantrópica). 
En 2017, la carretera que une el barrio de Saint-Tronc de Marsella con el de Saint-Loup fue rebautizada y dedicada a Ranc-Sakakini por su «coraje ejemplar». 